# Proceso de Fowler
El proceso de Fowler es un método industrial para obtener derivados perfluorados de diversas cadenas de carbono empleando fluoruro de cobalto (III). En el laboratorio, el reactivo de Fowler se prepara a partir de fluoruro de cobalto (II) y flúor diatómico.
2 CoF2 + F2 → 2 CoF3
Industrialmente, ambos pasos se combinan, por ejemplo en la fabricación de la serie Flutec de fluorocarbonos, utilizando un reactor de lecho vertical revuelto, con hidrocarburos introducidos en la parte inferior, y el flúor presente a mitad del reactor. El vapor de fluorocarbono se recupera de la parte superior.
La reacción transcurre a través de un proceso de transferencia de electrones a partir de la formación de carbocationes. Este carbocatión intermediario fácilmente puede sufrir transposiciones que pueden dar lugar a una mezcla compleja de productos.
Se muestra como ejemplo la fluoración del pentano: 